# Jakojärvi
Jakojärvi eller Jakojävri är en sjö i Finland. Den ligger i kommunen Enare i landskapet Lappland, i den norra delen av landet, 1 000 km norr om huvudstaden Helsingfors. Jakojärvi ligger 138,5 meter över havet. Arean är 1,11 kvadratkilometer och strandlinjen är 6,78 kilometer lång. Sjön  ingår i Pasvik älvs huvudavrinningsområde. 